# Măgureni
Măgureni là một xã thuộc hạt Prahova, România. Dân số thời điểm năm 2002 là 6622 người.